# Iesse de Kartli
Iesse o Ali Quli Khan (? - Tblisi, 1727) fou fill de Levan de Kartli i de la seva segona esposa Tinantin Abalishvili, Djanisin (Virrei) de Geòrgia pel xa de Pèrsia del setembre del 1704 al 1708, governador general de Kerman o Kerman 1708-1709 i 1709-1711, i mestre general d'ordenances de Pèrsia 1711-1714. Va rebre el títol d'Ali Quli Khan del xa el 1709.
El 1712 es va casar amb Mariami (morta el 1714,) filla d'Erasti Qaplanishvili-Orbeliani, Príncep de Kvemo-Sabaratiano. Després es va casar amb Eleni Bagrationi Begum (morta el 1745), que es va fer monja (era germana d'Irakli I de Kartli i Kakheti). Va tenir vuit fills legítims un dels quals fou el catholicos Antoni I de Geòrgia (1744-1755 i 1764-1788).
El xa li va concedir el regne de Kartli el 10 de març de 1714 essent coronat el 20 d'octubre de 1714. Aviat va demostrar que era poc competent per la seva addicció a l'alcohol. Fou deposat l'1 de juny de 1716 per la seva ineptitud, en obtenir el suport de la noblesa i mantenir la llei i l'ordre.
Va marxar de Kartli en arribar el nou rei, Bakar de Kartli el 17 de setembre de 1716 i es va retirar a Kakhètia.
Restaurat pels turcs el 1723, el soldà li va donar el títol de Mustafà Paixà o Mustafa Pasha (maig de 1723).